# (34573) 2000 SG316
2000 SG316 (asteroide 34573) é um asteroide da cintura principal. Possui uma excentricidade de 0.10008450 e uma inclinação de 15.61118º.
Este asteroide foi descoberto no dia 30 de setembro de 2000 por LINEAR em Socorro.